# Viçosa (kommun i Brasilien, Alagoas, lat -9,36, long -36,32)
Viçosa är en kommun i Brasilien.   Den ligger i delstaten Alagoas, i den östra delen av landet, 1 400 km nordost om huvudstaden Brasília. Antalet invånare är 25 444.
Följande samhällen finns i Viçosa:
- Viçosa

Omgivningarna runt Viçosa är huvudsakligen savann. Runt Viçosa är det ganska tätbefolkat, med 83 invånare per kvadratkilometer.